# Dovada evoluției
Dovezile în favoarea evoluției sunt datele științifice și conceptele care confirmă că la originea tuturor lucrurilor vii de pe Pământ se află un strămoș comun. Aceste dovezi ale teoriei evoluționiste au devenit larg acceptate de către comunitatea științifică și au devenit baza teoriei sintetice a evoluției.
Procese (micro)evolutive au fost observate atât în natură cât și în condiții de laborator. Există cazuri cunoscute de formare a unor noi specii. Procese de speciație au fost observate direct în natură.
Pentru a obține informații despre istoria evolutivă a vieții, paleontologii analizează fosilele. Gradul de înrudire între speciile moderne poate fi stabilit prin compararea structurii lor, a genelor, dezvoltarea embrionilor (embriogeneza). Surse suplimentare de informații despre evoluție: tiparele de distribuție geografică a animalelor și a plantelor (biogeografie). Toate aceste date se încadrează într-o imagine de ansamblu numită arborele genealogic al vieții.
Experimente sau manipulări controlate ale mediului sunt folosite pentru a explora dinamicile evoluționare. Evoluția poate fi observată în laborator, unde populațiile se adaptează la noi condiții de mediu și/sau se schimbă după procese stohastice, cum ar fi driftul genetic aleator. Cu uneltele biologiei moleculare este posibil să fie precizate mutațiile prin care lucrează selecția, care produc adaptări și pentru a afla cum lucrează aceste mutații. Datorită marelui număr de generații cerute de apariția adaptărilor, experimentele evoluționare sunt în mod obișnuit făcute pe bacterii, drojdie sau viruși și alte organisme în care generațiile se succed rapid. Totuși, experimente de laborator cu vulpi și rozătoare (vezi mai jos) au produs adaptări notabile care apar în circa 10-20 de generații iar experimentele pe guppy sălbatici au fost observate adaptări într-un număr asemănător de generații. Mai recent, indivizi sau populații evoluate experimental au fost analizate folosind segmentarea întregului genom, manieră cunoscută drept evoluează și resegmentează (Evolve and Resequence, E&R). 

## Istoric

### Domesticirea și creșterea animalelor

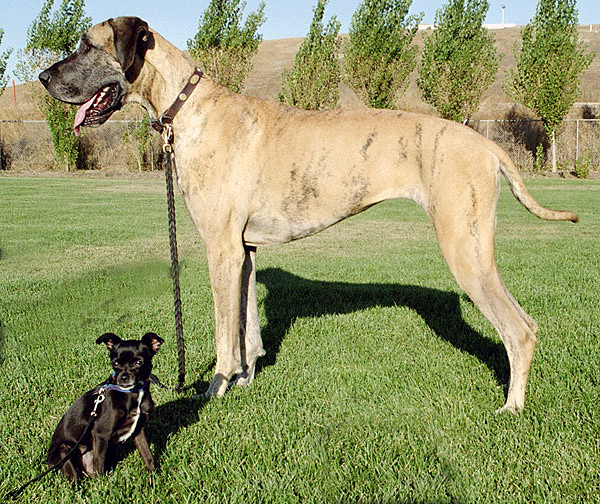
Acest chihuahua și acest dog german arată marea variație de mărimi de rase de câini create prin selecție artificială.

Fără să realizeze asta, oamenii au realizat experimente evoluționare de când au domesticit plante și animale. Cultivarea/creșterea selective de plante și animale au condus la soiuri care diferă mult față de strămoșii lor sălbatici. Exemple pot fi varietățile de varză, porumb sau un mare număr de diferite rase de câini. Puterea agriculturii umane dea crea varietăți diverse dintr-o singură specie a fost recunoscută de Charles Darwin. De fapt, el și-a început cartea Originea speciilor cu un capitol asupra variației animalelor domestice. În acest capitol Darwin a discutat în special porumbelul.
„se poate alege un număr de porumbei pe care un ornitolog, căruia i-ar fi prezentate spunîndu-i-se că sînt păsări sălbatice, le-ar clasifica cu siguranță ca specii cu totul distincte. Mai mult chiar, nu cred să existe vreun ornitolog care să pună în cadrul aceluiași gen, porumbelul călător englez, porumbelul jucător cu cioc mic, porumbelul roman, porumbelul Barb, porumbelul gușat și pe cel rotat în cadrul aceluiași gen, cu atît mai mult cu cît i s-ar putea arăta în fiecare din aceste rase mai multe subvarietăți cu caractere ereditare pe care le-ar numi specii.  (...) sînt pe deplin convins că e justă părerea generală a naturaliștilor și anume că toate rasele își trag obîrșia din porumbelul de stîncă (Columba livia), cuprinzînd în această noțiune, mai multe rase geografice sau subspecii, ce se deosebesc între ele prin caractere cu totul neînsemnate. ”—Charles Darwin, Originea speciilor

### Incipient

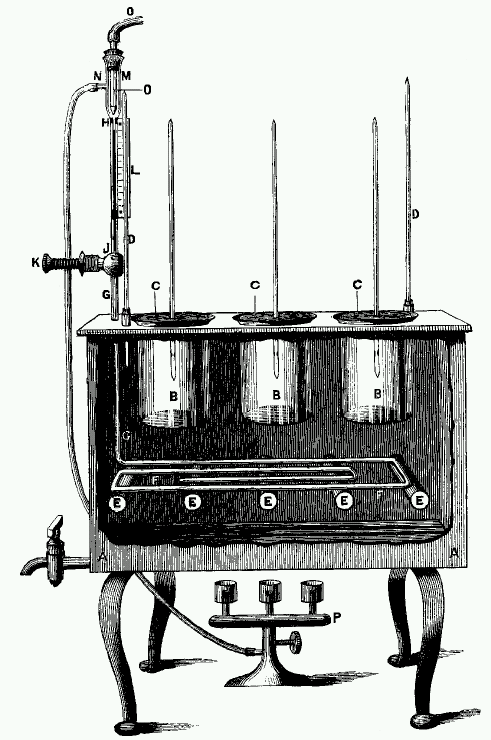
Desen al incubatorului folosit de Dallinger în experimentele sale evoluționare.

Unul dintre primii care au efectuat experimente evoluționare a fost William Dallinger. Spre sfârșitul secolului al XIX-lea, el a cultivat mici organisme unicelulare într-un incubator făcut special în acest scop pe o perioadă de șapte ani (1880–1886). Dallinger a crescut treptat temperatura incubatorului începând de la 60 °F până la 158 °F. Culturile inițiale au arătat semne clare de deteriorare la temperatura de 73 °F, și în mod cert nu puteau supraviețui la 158 °F. Organismele pe care Dallinger le avea în incubator la sfârșitul experimentului său erau capabile să supraviețuiască perfect la 158 °F. Totuși, aceste organisme nu mai creșteau la 60 °F. Dallinger a concluzionat că a obținut dovada adaptărilor darwiniste în laboratorul său și că organismele s-au adaptat să trăiască la temperaturi ridicate. Din nefericire, incubatorul lui Dallinger a fost distrus accidental în 1886, iar Dallinger nu și-a putut continua această cercetare.
Între anii 1880s și 1980, experimentele evoluționare au fost practicate intermitent de mai multi biologi evoluționari, inclusiv de foarte influentul Theodosius Dobzhansky. La fel ca multe cercetări experimentale de biologie evoluționară din acea perioadă, multe dintre aceste cercetări nu au fost replicate extensiv și au fost practicate doar pe perioade scurte de timp evoluționar.

## Modern
Experimente asupra evoluției au fost practicate sub diferite forme pentru a înțelege procesele care stau la baza evoluției, într-un sistem controlat. Ele au fost practicate pe pe organisme multicelulare și unicelulare eucariote, procariote, și viruși. Experimente similare au fost făcute prin evoluția dirijată a unei enzime anume, ribozime și a unor gene replicatoare.

### Musculițe
Unul din primele experimente dintr-un nou val de experimente care a folosit această strategie a fost laboratorul de „radiere evoluționară” a populațiilor de Drosophila melanogaster, început de Michael R. Rose în februarie 1980. Acest sistem a pornit cu zece populații, cinci cultivate la vârste înaintate și cinci cultivate la vârste precoce. De atunci mai mult de 200 de populații diferite au fost create în această radiere din laborator, selecția țintind mai multe caracteristici. Unele din aceste populații au fost selectate în sens invers, prin a folosi regimul de cultivare originar. Sute de oameni au muncit cu aceste populații peste mai bine de trei decenii. Mare parte din munca lor a fost rezumată în articolele colectate în Musculițele Matusalem (Methuselah Flies).
Experimentele inițiale asupra musculițelor s-au limitat la studiul fenotipurilor, dar mecanismele moleculare, adică schimbările de ADN care au făcut posibile aceste schimbări nu au putut fi identificate. Asta s-a schimbat odată cu apariția tehnologiei genomice. Ulterior, Thomas Turner a inventat termenul Evolve and Resequence (Evoluează și resegmentează, E&R)  și câteva studii au folosit abordarea E&R cu diverse grade de succes (trecute în revistă pe  și ). Unul din cele mai interesante experimente de evoluție a fost condus de grupul lui Gabriel Haddad de la UC San Diego, unde Haddad și colegii au evoluat musculițele pentru a se adapta la nivele scăzute de oxigen (hipoxie). După 200 de generații ei au folosit abordarea E&R pentru a identifica regiunile genomului care au fost selectate prin selecție naturală la musculițele care s-au adaptat la hipoxie. Experimente mai recente au început să urmeze predicțiile E&R predictions cu RNAseq și încrucișări genetice. Astfel de eforturi de a combina E&R cu validarea experimentală ar trebuie să fie de succes în a identifica genele care guvernează adaptarea musculițelor.

### Bacterii
Bacteriile au generații rapide, genomuri ușor de segmentat și biologie bine înțeleasă. Ele sunt prin urmare folosite de obicei în studii de evoluție experimentală.

#### Experimentul lui Lenski asupraE. coli
Unul dintre cel mai bine cunoscute exemple de evoluție a bacteriilor în laborator experimentul pe termen lung cu E.coli al lui Richard Lenski. Pe data de 24 februarie 1988, Lenski a început să cultive douăsprezece coloane de E. coli sub condiții identice de creștere. Când una din populații a dezvoltat capacitate de a metaboliza aerobic citratul din mediul ambiant și s-a produs o creștere foarte mare a populației, acest lucru a oferit o observare clară a evoluției în acțiune. Experimentul continuă și în prezent, fiind cel mai îndelungat experiment asupra evoluției (îndelungat ca număr de generații). De la începerea experimentului, bacteriile au produs mai mult de 60 000 de generații. Lenski și colegii publică regulat rapoarte asupra experimentului.

### Șoareci de laborator

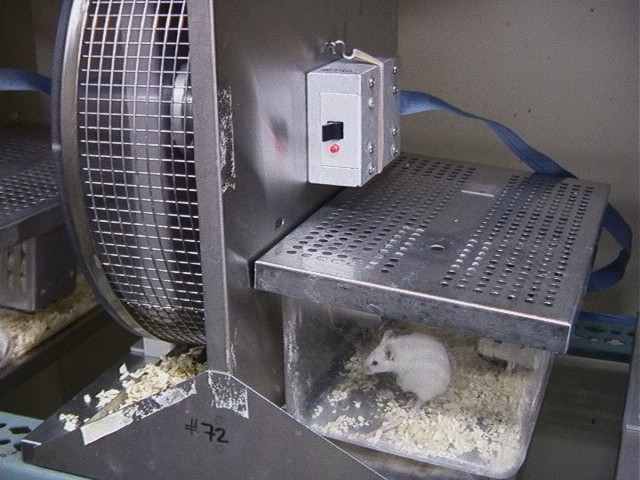
Șoarece din experimentul de selecție al lui cu carusel atașat și contorul lui de rotații.

În 1998, Theodore Garland, Jr. și colegii au început un experiment pe termen lung care privește creșterea selectivă de șoareci de laborator sub aspectul sporirii efortului voluntar de a alerga pe carusel. Acest experiment continuă și acum (peste 65 de generații). Șoarecii din cele patru coloane de „mai alergători” au evoluat pentru a alerga de circa trei ori mai multe rotiri de carusel în fiecare zi, comparat cu cele patru coloane de control de șoareci neselectați, în principal prin a alerga mai rapid, nu prin a alerga mai mult timp.

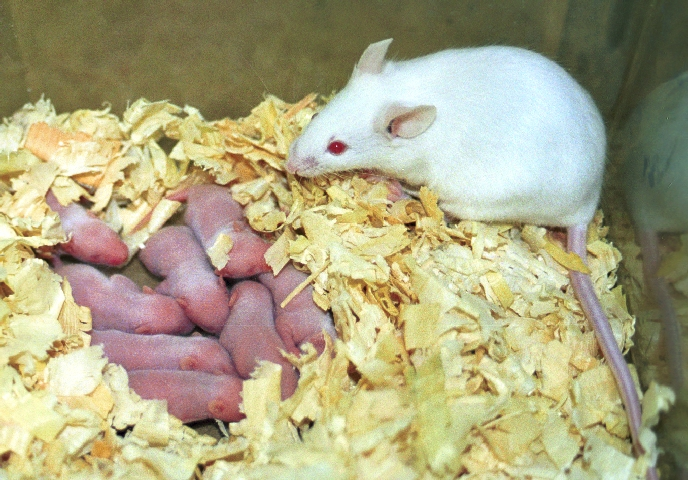
Șoarece femelă cu puii ei, din experimentul de selecție al lui Garland.

Șoarecii mai alergători au un nivel sporit de capacitate aerobică maximă la testul cu carusel motorizat. Ei prezintă de asemenea schimbări în sistemele de motivare și recompensă ale creierului. Studiile farmacologice au arătat schimbări ale funcționării dopaminei și ale sistemului endocanabinoid. Ei au fost propuși drept model pentru studiul dezordinii de hiperactivitate și de deficit de atenție (ADHD), iar administrarea de Ritalin reduce alergările lor la aproximativ nivelul șoarecilor de control. Faceți clic aici pentru un video cu șoareci care aleargă.

### Alte exemple
Ghidrinii au atât specii marine cât și specii de apă dulce, speciile de apă dulce evoluând după ultima epocă glaciară. Speciile de apă dulce pot supraviețui la temperaturi mai coborâte. Oamenii de știință au testat dacă pot reproduce această evoluție prin a ține ghidrinii marini în apă dulce rece. Ghidrinilor marini le-au luat doar trei generații pentru a evolua la nivelul 2,5 grade Celsius de toleranță sporită la frig, nivelul ghidrinilor de apă dulce.

## Pentru învățământ
Datorită generațiilor care se succed rapid microbii oferă posibilitatea de a studia microevoluția în școli. Un număr de exerciții cu bacterii și drojdii predau conceptele variind de la evoluția rezistenței la evoluția multicelularității. Odată cu apariția tehnologiilor de segmentare de nouă generație a devenit posibil ca studenții să facă experimente evoluționare, să segmenteze genomurile astfel evoluate, să analizeze și să interpreteze rezultatele.